# Apokawixa
Apokawixa – polski film fabularny, komedia grozy w reżyserii Xawerego Żuławskiego, według scenariusza autorstwa Xawerego Żuławskiego, Krzysztofa Bernasia i Macieja Kazuli.
Film jest opowieścią o dojrzewaniu na tle apokalipsy, zawiera w sobie również manifest ekologiczny. Producentem filmu było TVN Warner Bros. Discovery, a dystrybutorem spółka Next Film. Światowa premiera filmu miała miejsce 12 września 2022 roku, a do kin film trafił 7 października 2022 roku.

## Fabuła
Film opowiada historię grupy licealistów, którzy zaproszeni przez syna milionera – Kamila (Mikołaj Kubacki) na imprezę w nadmorskiej posiadłości. Z czasem jednak sytuacja wymyka się spod kontroli, a ludzie, którzy wchodzą w kontakt z wodą z Morza Bałtyckiego przemieniają się w zombie.

## Obsada
Źródło:
- Mikołaj Kubacki – Kamil
- Waleria Gorobets – Aga
- Monika Mikołajczak – Luiza
- Mariusz Urbaniec – Mario
- Alicja Wieniawa – Tola
- Nico Pitry – „Mycha”
- Aleksander Kaleta – Max
- Mikołaj Matczak – Paweł
- Oskar Wojciechowski – Janek
- Marta Stalmierska – Jagna
- Sebastian Fabijański – „Blitz”
- Cezary Pazura – strażnik Wacek
- Tomasz Kot – Zbigniew Wilk, ojciec Kamila
- Matylda Damięcka – Robsonica
- Konrad Eleryk – Tołdi
- Jan Sobolewski – Misiek
- Michał Karmowski – Ptasiek
- Orina Krajewska – kobieta ojca Kamila
- Wiesław Zanowicz – Mirek
- Joanna Kurowska – Mirka
- Igor Kowalunas – Żabson
- Łukasz Rosiak – kark
- Anna Cieślak – mama Agi
- Robert Majewski – doradca
- Radomir Wit – reporter
- Artur Janusiak – dyrektor szkoły
- Beatriz Blanko – gospodyni
- Krzysztof Broda-Żurawski – sprzedawca na stacji
- Konrad Dudziński – ratownik medyczny
- Jarosław Korycki – ratownik medyczny
- Agata Chwaszczewska – harcerka
- Małgorzata Matuszewska-Knothe – babcia Pawła
- Paweł Falkiewicz – DJ Falcon1
- Paweł Bartnik – Łajzol
- Marcin Kosiorek – Kosi
- Jakub Suwiński – DJ na imprezie
- Monika Kisielewicz – nauczycielka
- Magdalena Gorzelańczyk – zombie mama
- Marta Kownacka – kobieta sprzedająca kawę
- Kamil Hołdak – kibol Robsona
- Krystian Hołdak – sprzedawca w sklepie Robsona
- Stanisław Chmielewski – kibol Ptaśka
- Paweł Jóźwiak – kibol Ptaśka
- Michał Kostrzewski – kibol Ptaśka
- Mariusz Szwedzki – kibol Ptaśka

## Nagrody i nominacje
Podczas Festiwalu Polskich Filmów Fabularnych w Gdyni w 2022 roku film został wyróżniony nagrodą Złoty Pazur w kategorii Inne Spojrzenie, oraz Nagrodą Festiwali i Przeglądów Filmu Polskiego za Granicą. Nagrodę za debiut aktorski otrzymała Marta Stalmierska, a nagrodę dla reżysera castingu otrzymała Marta Kownacka-Chyra.
Podczas Międzynarodowego Festiwalu Filmowego 3Kino w Pradze film otrzymał nagrodę specjalną jury. Za rolę w filmie Mikołaj Kubacki otrzymał nominację do Nagrody im. Zbyszka Cybulskiego.
Film otrzymał także cztery nominacje do Polskiej Nagrody Filmowej w kategoriach: najlepsze kostiumy (Anna Englert), najlepszy montaż (Wojciech Włodarski), najlepsza drugoplanowa rola kobieca (Matylda Damięcka) i najlepsza drugoplanowa rola męska (Sebastian Fabijański).
Film otrzymał antynagrodę Wąż w kategorii najgorszy plakat. Do tej samej nagrody był także nominowany w kategorii efekt specjalnej troski.